# Betriebswirtschaft im Blickpunkt
Die Betriebswirtschaft im Blickpunkt (in Zitationen BBP, Untertitel Unternehmensberatung, Bilanzierung, Finanzierung) ist eine wirtschaftswissenschaftliche deutsche Fachzeitschrift.

## Geschichte
Der Titel erscheint monatlich seit 2010, Herausgeber ist das zur Vogel Communications Group gehörende IWW Institut für Wissen in der Wirtschaft GmbH. Als direkter Vorgänger erschien von 2002 bis 2010 die Fachzeitschrift Betriebswirtschaftliche Mandantenbetreuung (Untertitel: Unternehmensberatung, Vermögensplanung, Bilanzierung).
Nach Angaben in der bibliografischen Datenbank Zeitschriftendatenbank wird Betriebswirtschaft im Blickpunkt (inklusive der Pflichtexemplare) in zehn öffentlichen Bibliotheken vorgehalten.